# マリア・コムネナ (ハンガリー王妃)
マリア・コムネナ（Maria Komnena, 1144年頃 - 1190年）は、ハンガリー王イシュトヴァーン4世の王妃。
父は東ローマ帝国の皇族イサキオス・コムネノス（ヨハネス2世コムネノスと皇后ピロシュカの三男）、母はその妻テオドラ。異母妹にテオドラ・コムネナ（エルサレム王ボードゥアン3世妃）、エウドキア・コムネナ（モンペリエ領主ギレム8世妃、アラゴン王ペドロ2世妃マリア・デ・モンペリエの母）。
1156年、イシュトヴァーン4世と結婚。2人の間には子供ができなかった。